# Grant megye (Kentucky)
Grant megye az Amerikai Egyesült Államokban, azon belül Kentucky államban található. Megyeszékhelye és legnagyobb városa  Williamstown. Lakosainak száma 24 941 fő (2020. április 1.). Grant megye Pendleton, Harrison, Scott, Owen, Gallatin, Boone és Kenton megyékkel határos.

## Népesség
A megye népességének változása:
| Lakosok száma | 24 689 | 24 718 | 24 566 | 24 753 | 24 757 | 24 941 |
|               | 2010   | 2011   | 2012   | 2013   | 2015   | 2020   |